# Município de Latty (condado de Paulding, Ohio)
O município de Latty (em inglês: Latty Township) é um município localizado no condado de Paulding no estado estadounidense de Ohio. No ano de 2010 tinha uma população de 1.017 habitantes e uma densidade populacional de 10,78 pessoas por km².

## Geografia
O município de Latty encontra-se localizado nas coordenadas 41° 02′ 01″ N, 84° 30′ 54″ O. Segundo o Departamento do Censo dos Estados Unidos, o município tem uma superfície total de 94.31 km², da qual 94,31 km² correspondem a terra firme e (0 %) 0 km² é água.

## Demografia
Segundo o censo de 2010, tinha 1.017 habitantes residindo no município de Latty. A densidade populacional era de 10,78 hab./km². Dos 1.017 habitantes, o município de Latty estava composto pelo 97,54 % brancos, o 0,29 % eram afroamericanos, o 0,1 % eram amerindios, o 0,79 % eram de outras raças e o 1,28 % eram de uma mistura de raças. Do total da população o 1,38 % eram hispanos ou latinos de qualquer raça.